# Монро (селище, Нью-Йорк)
Монро (англ. Monroe) — селище (англ. village) в США, в окрузі Орандж штату Нью-Йорк. Населення — 9343 особи (2020).

## Географія
Монро розташоване за координатами 41°19′13″ пн. ш. 74°10′59″ зх. д. / 41.32028° пн. ш. 74.18306° зх. д. (41.320395, -74.183020).  За даними Бюро перепису населення США в 2010 році селище мало площу 9,11 км², з яких 8,94 км² — суходіл та 0,17 км² — водойми.

## Демографія
Згідно з переписом 2010 року, у селищі мешкали 8364 особи в 2743 домогосподарствах у складі 2184 родин. Густота населення становила 918 осіб/км².  Було 2846 помешкань (312/км²).
Расовий склад населення:
| - 82,5 % — білих - 4,3 % — азіатів - 4,1 % — чорних або афроамериканців - 0,2 % — корінних американців - 7,0 % — осіб інших рас |

До двох чи більше рас належало 1,8 %. Частка іспаномовних становила 19,6 % від усіх жителів.
За віковим діапазоном населення розподілялося таким чином: 27,3 % — особи молодші 18 років, 61,9 % — особи у віці 18—64 років, 10,8 % — особи у віці 65 років та старші. Медіана віку мешканця становила 38,4 року. На 100 осіб жіночої статі у селищі припадало 102,1 чоловіків;  на 100 жінок у віці від 18 років та старших — 98,1 чоловіків також старших 18 років.
Середній дохід на одне домашнє господарство  становив 130 432 долари США (медіана — 106 000), а середній дохід на одну сім'ю — 143 191 долар (медіана — 116 488). Медіана доходів становила 100 958 доларів для чоловіків та 58 611 долар для жінок. За межею бідності перебувало 8,9 % осіб, у тому числі 13,1 % дітей у віці до 18 років та 3,3 % осіб у віці 65 років та старших.
Цивільне працевлаштоване населення становило 4343 особи. Основні галузі зайнятості: освіта, охорона здоров'я та соціальна допомога — 32,7 %, роздрібна торгівля — 16,0 %, публічна адміністрація — 7,7 %, науковці, спеціалісти, менеджери — 7,6 %.